# 지우베르투 시우바
지우베르투 시우바(포르투갈어: Gilberto Aparecido da Silva, 1976년 10월 7일, 미나스제라이스주 라구아다플라타 ~ )는 브라질의 옛 축구 선수이다. 그는 선수 생활의 대부분을 아스널에서 보냈다.
지우베르투는 가난한 가정에서 자라나 어릴 때부터 다양한 일을 하면서 축구를 병행했다. 그는 1997년, 아메리카 FC에서 축구 선수 생활을 시작했으며, 좋은 활약을 보여 2000년, 아틀레치쿠 미네이루로 이적했다. 그는 아틀레치쿠의 스타 플레이어로 브라질의 브라질 세리 A에서 3년간 뛰었다. 그는 2002년 FIFA 월드컵에서 브라질의 우승을 도왔고, 브라질이 치른 7경기에 모두 출전해 두드러지게 부각되었다.
그는 2002년 8월, £450만이라는 이적료에 아스널로 이적, 2004년, 프리미어리그 우승과 두 번의 FA컵 트로피를 들어 올렸으며, 첫 다섯 시즌에 클럽에서 208경기에 출전해, 23골을 넣었다. 그는 2006년 8월 19일, 에미레이츠 경기장 개장 경기 첫 득점을 터뜨렸고, 2006년에는 아스널 FC의 부주장으로 임명되기도 했으며, 2009년 6월까지 클럽과 계약을 맺었다. 2007년, 그는 자신이 브라질 대표팀의 주장으로 발탁된 코파 아메리카 토너먼트에서 팀의 우승을 맛봤다.

## 통계
| 클럽                | 시즌    | 리그 | 리그 | 리그컵 | 리그컵 | 컵   | 컵   | 대륙 | 대륙 | 기타 | 기타 | 합계 | 합계 |
| 클럽                | 시즌    | 출전 | 득점 | 출전   | 득점   | 출전 | 득점 | 출전 | 득점 | 출전 | 득점 | 출전 | 득점 |
| ------------------- | ------- | ---- | ---- | ------ | ------ | ---- | ---- | ---- | ---- | ---- | ---- | ---- | ---- |
| 아메리카 미네이루   | 1997    | 8    | 0    | 3      | 0      |      |      |      |      |      |      | 11   | 0    |
| 아메리카 미네이루   | 1998    | 20   | 1    | 1      | 0      | 2    | 0    |      |      |      |      | 23   | 1    |
| 아메리카 미네이루   | 1999    |      |      | 17     | 1      | 3    | 0    |      |      | 6    | 1    | 26   | 2    |
| 아틀레티쿠 미네이루 | 2000    | 3    | 0    | 11     | 1      | 6    | 0    | 8    | 0    | 6    | 0    | 34   | 1    |
| 아틀레티쿠 미네이루 | 2001    | 26   | 3    | 4      | 2      |      |      |      |      | 2    | 0    | 32   | 5    |
| 아틀레티쿠 미네이루 | 2002    |      |      |        |        | 6    | 0    |      |      | 15   | 2    | 21   | 2    |
| 아스널              | 2002-03 | 35   | 0    |        |        | 3    | 0    | 12   | 2    | 1    | 1    | 51   | 3    |
| 아스널              | 2003-04 | 32   | 4    | 1      | 0      | 3    | 0    | 8    | 0    | 1    | 0    | 45   | 4    |
| 아스널              | 2004-05 | 13   | 0    |        |        | 2    | 0    | 1    | 0    | 1    | 1    | 17   | 1    |
| 아스널              | 2005-06 | 33   | 2    | 3      | 1      | 1    | 0    | 10   | 1    | 1    | 0    | 48   | 4    |
| 아스널              | 2006-07 | 34   | 10   | 1      | 0      | 3    | 0    | 9    | 1    |      |      | 47   | 11   |
| 아스널              | 2007-08 | 23   | 1    | 3      | 0      | 3    | 0    | 7    | 0    |      |      | 36   | 1    |
| 파나티나이코스      | 2008-09 | 29   | 3    |        |        | 2    | 0    | 11   | 0    |      |      | 42   | 3    |
| 파나티나이코스      | 2009-10 | 24   | 0    |        |        | 3    | 0    | 13   | 0    |      |      | 40   | 0    |
| 파나티나이코스      | 2010-11 | 30   | 2    |        |        | 2    | 1    | 5    | 0    |      |      | 37   | 3    |
| 그레미우            | 2011    | 21   | 1    |        |        |      |      |      |      |      |      | 21   | 1    |
| 그레미우            | 2012    | 26   | 0    | 15     | 1      | 8    | 0    | 4    | 0    |      |      | 53   | 1    |
| 아틀레티쿠 미네이루 | 2013    | 9    | 0    | 11     | 1      |      |      | 7    | 0    |      |      | 27   | 1    |
| 합계                | 합계    | 366  | 27   | 70     | 7      | 47   | 1    | 95   | 4    | 33   | 5    | 611  | 44   |

## 수상

#### 아메리카 미네이루
- 세리 B : 1997

#### 아틀레치쿠 미네이루
- 캄페오나투 미네이루 : 2000, 2013
- 코파 리베르타도레스 : 2013

#### 아스널
- 프리미어리그 : 2003-04
- FA컵 : 2002–03, 2004–05
- 커뮤니티 쉴드 : 2002, 2004

#### 파나티나이코스
- 슈퍼 리그 : 2009–10
- 풋볼 컵 : 2009-10

#### 브라질
- 코파 아메리카 : 2007
- FIFA 컨페더레이션스컵 : 2005, 2009
- FIFA 월드컵 : 2002

1. ↑  주립 리그 포함